# Lydia Borg
Lydia Borg (Veenendaal, 14 mei 1991) is een Nederlands voetballer die uitkwam voor PEC Zwolle en sc Heerenveen. Ze speelde als middenvelder.

## Carrière
Borg speelde in de jeugd tot en met de B1-junioren bij DOVO. Na twee jaar in het eerste elftal bij DTS Ede gespeeld te hebben vertrok ze in de zomer van 2010 naar FC Zwolle om te gaan spelen in de Eredivisie Vrouwen. Eerder stond ze al in de belangstelling van FC Utrecht, maar besloot daar destijds niet op in te gaan vanwege haar studie in Zwolle. In de tweede seizoenshelft scoorde ze haar eerste doelpunt voor de Zwolse club. Na vier seizoenen vertrok ze richting Heerenveen om na twee seizoenen weer terug te keren naar Zwolle.

### Carrièrestatistieken
| Seizoen         | Club            | Land            | Competitie            | Competitie | Competitie | Beker | Beker | Internationaal | Internationaal | Overig | Overig | Totaal | Totaal |
| Seizoen         | Club            | Land            | Competitie            | Wed.       | Dlp.       | Wed.  | Dlp.  | Wed.           | Dlp.           | Wed.   | Dlp.   | Wed.   | Dlp.   |
| --------------- | --------------- | --------------- | --------------------- | ---------- | ---------- | ----- | ----- | -------------- | -------------- | ------ | ------ | ------ | ------ |
| 2008/09         | DTS '35         | Nederland       | Eerste klasse B       | –          | –          | –     | –     | 0              | 0              | 0      | 0      | –      | –      |
| 2009/10         | DTS '35         | Nederland       | Eerste klasse B       | –          | –          | –     | –     | 0              | 0              | 0      | 0      | –      | –      |
| 2010/11         | FC Zwolle       | Nederland       | Eredivisie            | 20         | 2          | –*    | 0     | 0              | 0              | 0      | 0      | 20     | 2      |
| 2011/12         | FC Zwolle       | Nederland       | Eredivisie            | 7          | 1          | –*    | 0     | 0              | 0              | 0      | 0      | 7      | 1      |
| 2012/13         | PEC Zwolle      | Nederland       | BeNe League Orange    | 10         | 1          | –*    | 0     | 0              | 0              | 0      | 0      | 10     | 1      |
| 2012/13         | PEC Zwolle      | Nederland       | Women's BeNe League B | 5          | 1          | –*    | 0     | 0              | 0              | 0      | 0      | 5      | 1      |
| 2013/14         | PEC Zwolle      | Nederland       | Women's BeNe League   | 5          | 0          | –     | 0     | 0              | 0              | 0      | 0      | 5      | 0      |
| 2014/15         | sc Heerenveen   | Nederland       | Women's BeNe League   | 19         | 0          | –*    | 0     | 0              | 0              | 0      | 0      | 19     | 0      |
| 2015/16         | sc Heerenveen   | Nederland       | Eredivisie            | 15         | 0          | –*    | 0     | 0              | 0              | 0      | 0      | 15     | 0      |
| 2016/17         | PEC Zwolle      | Nederland       | Eredivisie            | 18         | 0          | 2     | 0     | 0              | 0              | 0      | 0      | 20     | 0      |
| Carrière totaal | Carrière totaal | Carrière totaal | Carrière totaal       | 99         | 5          | 2*    | 0     | 0              | 0              | 0      | 0      | 101    | 5      |